# District de Montfort (Ille-et-Vilaine)
Pour les articles homonymes, voir District de Montfort.
Le district de Montfort est une ancienne division territoriale française du département d'Ille-et-Vilaine de 1790 à 1795.
Il était composé des cantons de Montfort, Becherel, Bedée, Breal, Gael, Iffendic, Meen la Forest, Montauban et Plelan.